# Thomas Wilson (Politiker, 1772)
Thomas Wilson (* 1772 nahe Sunbury, Northumberland County, Province of Pennsylvania; † 4. Oktober 1824 in Erie, Pennsylvania) war ein US-amerikanischer Politiker.
Wilson hatte einen Vertrag zur Belieferung der westlichen Forts der Vereinigten Staaten von den Niagarafällen bis nach New Orleans. 1805 betätigte er sich auch im Schiffbau in Erie, Pennsylvania. Des Weiteren baute er Schiffe für den Handel auf den Großen Seen.
1808 war er town clerk von Erie und von 1809 bis 1812 treasurer von Erie County. Im Jahr 1811 wurde Wilson county commissioner. Daneben betätigte er sich auch als Friedensrichter (justice of the peace).
Wilson wurde als Republikaner in den Kongress gewählt um den vakanten Sitz des zurückgetretenen Abner Lacock neuzubesetzen. Damit vertrat er den Bundesstaat Pennsylvania vom 4. Mai 1813 bis zum 3. März 1817 im Repräsentantenhaus der Vereinigten Staaten. Im Anschluss war Wilson von 1817 bis 1820 Mitglied des Repräsentantenhauses von Pennsylvania.